# ガン・マッギー
ガン・マッギー（Gan McGee、1976年11月20日 - ）は、アメリカ合衆国の男性総合格闘家。ノースダコタ州ビスマーク出身。S.K.S.ファイトチーム所属。元IFC世界スーパーヘビー級王者。
208cmの長身から繰り出される強力な打撃を得意とする。

## 来歴
2000年5月3日、IFC世界スーパーヘビー級王座決定トーナメントに出場し、優勝を果たし王座獲得に成功した。
2000年11月17日、UFC 28でジョシュ・バーネットと対戦し、スタンドパンチ連打でTKO負け。
2002年9月27日、UFC 39でペドロ・ヒーゾと対戦。ヒーゾと真っ向から殴り合い、タオル投入によるTKO勝ち。
2003年9月26日、UFC 44の世界ヘビー級タイトルマッチで王者ティム・シルビアと対戦し、パウンドでTKO負けを喫し王座獲得に失敗した。シルビアは試合後のドーピング検査をクリアできず、王座を剥奪された。しかしその後、マッギーにはタイトルマッチが組まれなかった為UFCを離脱。
2004年にはPRIDEに出場するが、ヒース・ヒーリングに判定負け、セーム・シュルトに一本負けと2連敗。
2008年9月13日、X-treme Fighting Championshipsで4年振りに復帰し、ジョナサン・アイビーに勝利を収めた。

## 戦績
| 総合格闘技 戦績 | 総合格闘技 戦績 | 総合格闘技 戦績 | 総合格闘技 戦績 | 総合格闘技 戦績 | 総合格闘技 戦績 | 総合格闘技 戦績 |
| --------------- | --------------- | --------------- | --------------- | --------------- | --------------- | --------------- |
| 18 試合         | (T)KO           | 一本            | 判定            | その他          | 引き分け        | 無効試合        |
| 13 勝           | 8               | 4               | 0               | 1               | 0               | 0               |
| 5 敗            | 3               | 1               | 1               | 0               | 0               | 0               |

| 勝敗 | 対戦相手                   | 試合結果                             | 大会名                                                                   | 開催年月日     |
| ×    | アンソニー・ルイス         | 3R 1:14 KO（パンチ連打）             | PureCombat 9: Home Turf                                                  | 2009年7月25日  |
| ○    | ジョナサン・アイビー       | 1R 0:59 TKO（パンチ連打）            | XFC 5: Return of the Giant                                               | 2008年9月13日  |
| ×    | セーム・シュルト           | 1R 5:02 腕ひしぎ十字固め             | PRIDE GRANDPRIX 2004 開幕戦 【ヘビー級グランプリ 1回戦】                 | 2004年4月25日  |
| ×    | ヒース・ヒーリング         | 3R（10分/5分/5分）終了 判定1-2       | PRIDE.27 TRIUMPHAL RETURN                                                | 2004年2月1日   |
| ×    | ティム・シルビア           | 1R 1:54 TKO（右ストレート→パウンド） | UFC 44: Undisputed 【UFC世界ヘビー級タイトルマッチ】                     | 2003年9月26日  |
| ○    | アレッシャンドリ・ダンタス | 1R 4:49 TKO（パウンド）              | UFC 41: Onslaught                                                        | 2003年2月28日  |
| ○    | ペドロ・ヒーゾ             | 1R終了時 TKO（タオル投入）           | UFC 39: The Warriors Return                                              | 2002年9月7日   |
| ○    | ロン・フェアクロス         | 1R 0:12 TKO（パンチ連打）            | WEC 2: Clash of the Titans                                               | 2001年10月4日  |
| ○    | セス・ペトルゼリ           | 1R 1:25 ヒールホールド               | WEC 1: Princes of Pain                                                   | 2001年6月30日  |
| ○    | ロッキー・バタスティーニ   | 1R 3:12 TKO（カット）                | IFC Warriors Challenge 12 【IFC世界スーパーヘビー級タイトルマッチ】      | 2001年4月11日  |
| ×    | ジョシュ・バーネット       | 2R 4:34 TKO（スタンドパンチ連打）    | UFC 28: High Stakes                                                      | 2000年11月17日 |
| ○    | ブラッド・ガブリエル       | 1R TKO                               | IFC: Battleground 2 【IFC世界スーパーヘビー級タイトルマッチ】            | 2000年9月30日  |
| ○    | ポール・ブエンテロ         | 1R 2:44 ギブアップ（パンチ連打）     | IFC Warriors Challenge 7 【スーパーヘビー級王座決定トーナメント 決勝】   | 2000年5月3日   |
| ○    | ティム・レイシック         | 1R 4:38 ギブアップ（打撃）           | IFC Warriors Challenge 7 【スーパーヘビー級王座決定トーナメント 準決勝】 | 2000年5月3日   |
| ○    | ジェイソン・ジョーンズ     | 1R 6:48 ギブアップ（打撃）           | IFC Warriors Challenge 7 【スーパーヘビー級王座決定トーナメント 1回戦】  | 2000年5月3日   |
| ○    | アーロン・ブリンク         | 1R 3:09 ギブアップ（パンチ連打）     | CFF: The Cobra Challenge 1999                                            | 1999年12月11日 |
| ○    | リッキー・ハーロ           | -                                    | IFC Warriors Challenge 5                                                 | 1999年9月18日  |
| ○    | サム・アドキンス           | 1R 4:58 TKO（パンチ連打）            | Bas Rutten Invitational 4                                                | 1999年8月14日  |

## 獲得タイトル
- 初代IFC世界スーパーヘビー級王座（2000年）